# Ljetnikovac Jerolima Kavanjina
Ljetnikovac Jerolima Kavanjina nalazi se na obali u Sutivanu. To je kuća splitskog plemića Jerolima Natalisa sagrađena na prostoru nekadašnje gotičke lože. Gospodarski dio Kavanjinovog ljetnikovca nalazi se južno, preko uske ceste i danas se kao i popločani dvor ljetnikovca prema moru koristi kao pozornica ljetnih programa Stivanskog kulturnog ljeta.

## Povijest
Obitelj je postepeno preselila u Sutivan, gdje su u vremenu od 1690. do 1705. izgradili ovaj ljetnikovac.
Jerolim Kavanjin, jedan od najvećih hrvatskih baroknih pjesnika, je u svom ljetnikovcu u Sutivanu napisao najopsežniji spjev hrvatske književnosti s 32724 stiha Bogatstvo i uboštvo, religiozno-filozofski ep pisan ijekavsko-ikavskom štokavštinom koji pokušava spoznati život i ljudski bitak u dvojnoj naravi ljudskoj i božanskoj.
Kompleks je pretrpio mnoge kasnije nadogradnje, a 1970-ih je prenamijenjen za turizam. 
Pretpostavlja se da se ispod vrta nalaze ostaci rimske ville rustice, antičkog ruralnog gospodarstva.
Nekada bogat interijer ljetnikovca sa zbirkom oružja danas je pohranjen u Muzeju grada Splita.

## Opis
Originalni sklop, prije preuređenja 1970-ih, sastoji se od glavne zgrade s pročeljem prema rivi i unutrašnjim prolazom prema velikom vrtu-parku na istočnoj strani kompleksa.
Kamena jednokatnica ograđena dijelom obrambenim zidom u prizemlju je sačuvala baroknu tlocrtnu dispoziciju predvorja, kapele i lateralnih prostorija. U pločniku je sačuvan grb obitelji Capogrosso Kavanjin. Uz bočno krilo iz 18. st. je prostrani perivoj u začelju.
Latinski natpis OSTIVM NON HOSTIVM (vrata otvorena samo prijateljima) uklesan je u južnom dovratku ljetnikovca. 